# 相対性理論

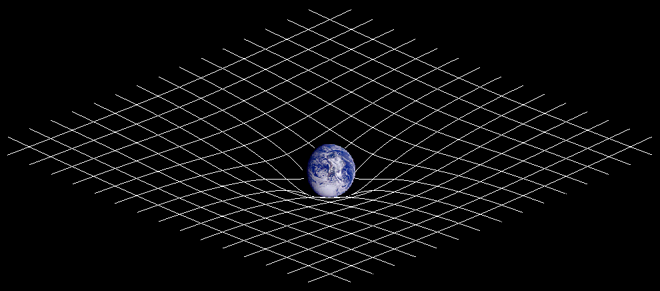
一般相対性理論によって記述される、2次元空間と時間の作る曲面。地球の質量によって空間が歪むとして記述して、重力を特殊相対性理論に取り入れる。実際の空間は3次元であることに注意する必要がある。

相対性理論（、独: Relativitätstheorie、英: Theory of relativity）あるいは相対論（そうたいろん）は、時間や空間（時空間）と慣性力に基づく考察から、時空間の観測や重力を体系的に論じた物理理論。量子化を前提としない物理史上の古典理論ではあるものの、物理学における他の力を含めた基礎的な事柄にも整合し、量子力学とともに現代物理学の基礎を成す理論体系である。特殊相対性理論と一般相対性理論とに分けて理解されることが多いが、その名の通り特殊相対性理論（原則として慣性系のみを扱う）は一般相対性理論（慣性系を含む座標系一般を扱う）の一部として包含されており「相対性理論」という術語は一般相対性理論と特殊相対性理論を総称したもの。特殊論・一般論の双方ともアルベルト・アインシュタインにより発表され、世に広まった。

## 概要
相対的に等速直線運動する2つの観測者（慣性系である座標系）の間において、物理法則は互いに不変とする相対性原理と光速度が観測者の速度の影響を受けず一定であるという2つの仮説・原理をもとに、絶対静止系のような定常的な計量に触れずに根本的物理法則を説明する試みがあり、1905年に論文発表された。今日「特殊相対性理論」と呼ばれているこの理論では、特に、光速に準じた高速移動をする観測者間の時間と空間の関係に対して、従来のニュートン力学よりも正確な理解が著され、ニュートン力学に見られた実験事実との齟齬を発展的に克服した。また、特殊相対性理論は、電磁気学における座標変換（ローレンツ変換）に関する理解を前進させ、電磁気学の理論体系をより発展させた。
特殊相対性理論に続いて、1915 - 1916年に一般相対性理論が発表された。一般相対性理論では、等価原理すなわち「速度の変動によって生じる重力と質量のもたらす重力とは区別がない」という仮説・原理から、非慣性系を含めたあらゆる座標系における力学現象の理解を進めた。具体的には、重力を座標系の計量として理解することで、特に、宇宙や巨大天体の構造と力学的挙動についての新たな理解をもたらした。
重力以外の他の力（電磁気力、強い相互作用、弱い相互作用）は、相対性理論の体系に付加的・補足的に組み込むことは可能であるが、相対性理論の根本的量子化を含めて、これら他の力との統合的・統一的理解は、なお現代物理学の課題となっている。

## 歴史

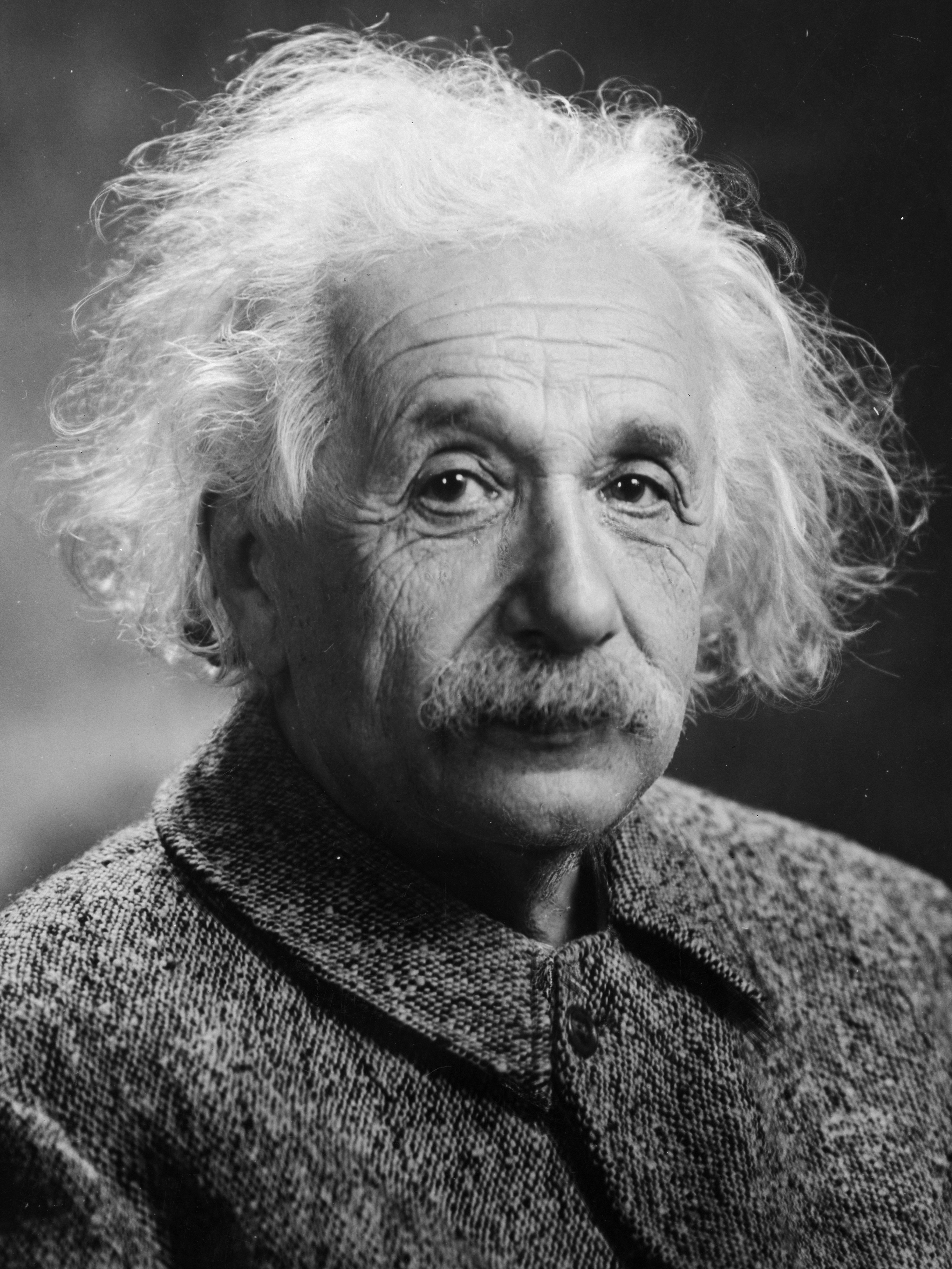
1947年のアインシュタイン

1905年、アルベルト・アインシュタインにより一つの論文（アインシュタインの原論文の一つ）が発表された。1906年の発表において、マックス・プランクは相対論（ドイツ語: Relativtheorie）という表現を用い、 このセッションにおける議論の中でアルフレート・ブヘラが初めて相対性理論（ドイツ語: Relativitätstheorie）という表現を用いた。
特殊相対性理論の発表後、アインシュタインは対象を慣性系に限らずに適用できる理論の構築に取り組み、重力場について考察した一般相対性理論へと発展させた。1916年の論文で、重力場の基礎方程式であるアインシュタイン方程式の最初の定式化がなされた。1917年のアインシュタインの論文では、定常宇宙の前提のもとで宇宙定数が追加された。後にエドウィン・ハッブルらの観測により宇宙が膨張していることが明らかとなり、これに関わる宇宙定数の議論・理解も進められた。

## 特殊相対性理論
特殊相対性理論は、2つ（以上）の等速直線運動をする慣性系群について、どちらかから2つの事象、つまり光という信号が出ている時、光は誰から見ても速度が不変であるとすると、光が出ていない慣性系からは、光が出ている慣性系をみると光速度は約30万km/sより大きくなるはずである。だが、それだと光の速度は誰から見ても不変であるという仮定はおかしくなるので、ローレンツ変換を用いて、光を固定して空間を変換しなければならない。ローレンツ変換の式から、時間についてみると、動いていない係と比べて動いている系は時間が遅れているということを発見した。これが時間の遅れである。そして空間にある物質についてもみると、動いていない系から動いている系の物体を見ると、縮んでいることがわかった。

## 一般相対性理論
特殊相対性理論では慣性系のみを原則として扱う。一方で、一般相対性理論では、非慣性系を扱うので特殊相対性理論ではローレンツ変換だったものが新たな一般座標変換というものに拡張される。空間には一般座標変換に対して不変性がある。そして一般座標変換の式を微分するという物理的な意味は平坦な局所慣性系をまず微分し、そして隣の点、隣の点へと微分していくと重力によって曲がった空間でも数式で表せることができるからだ。そして、ベクトル場を微分するとテンソルにならないのだが、これは一般相対性原理に反しており、そのために共変微分を導入する。共変微分は、別の座標点を同じ点でのベクトルの差として扱えるようにしている。なので点同じ差となるように平行移動させる。そして、移動するには移動分が必要にあんる。その移動分は数式に接続を含んでいる。そして球体での平行移動を考えた際、別々の経路で平行移動したベクトルのズレの数式の係数をリーマン曲率テンソルと呼ぶ。そしてリーマン曲率テンソルの中には接続が含んであるが、その接続はクリストッフェル記号と呼び、そしてクリストッフェル記号には計量テンソルが入っており、なのでクリストッフェル記号を2階微分すると計量テンソルになるということである。{\displaystyle aR_{\mu \nu }+Rg^{\mu \nu }+\Lambda g^{\mu \nu }=\kappa T^{\mu \nu }}をビアンキの恒等式を使って、それを縮約したら、aは1、bは1/2となる。そして最終的にκを求めると、アインシュタイン方程式、{\displaystyle R_{\mu \nu }-{1 \over 2}Rg_{\mu \nu }={8\pi G \over c^{4}}T_{\mu \nu }}が得られる。

## 反「相対性理論」
相対性理論は、その意味することが正しく理解されたかということを別論として、物理学を始めとする自然科学の分野のみならず、社会的現象としても広く受け入れられた。
その反面として、その結論に同意できない立場などが、科学的反論ではなく、反-相対性理論とでも言うべき一種の社会的運動となった。特に、これはアインシュタインがユダヤ系であり平和主義者であるということが、国家主義者に嫌悪され、第一次世界大戦でドイツが敗戦した後には、パウル・ヴァイラントにより、『ドイツ物理学』を拠り所にした反相対性理論キャンペーンが張られたりもした。

### ドイツ物理学
物理学者の世界においても、ユダヤ的であるという理由でアインシュタインの業績を認めない、フィリップ・レーナルトやヨハネス・シュタルクらの「ドイツ物理学」の一派があった。彼らは、相対性理論の結果は認めるがそれをアインシュタインの成果としないという立場のゆえに、「E=mc²の発見はフリードリヒ・ハーゼノールに帰せられる」などの主張を行い、アインシュタインを「ユダヤ物理学」として攻撃した 。
1921年にアインシュタインはノーベル物理学賞を受賞したが、これは光電効果の発見を理由としており、相対性理論を対象としての授与ではなかった。この理由の一つとして、ノーベル物理学賞は、それによって人類が非常に大きな利用価値を得るような物理学の最近の発見に対して与えられるべきものとされるが、相対性理論は当初、新しい現象を主張するものではなく、それまでに知られていた多くの現象を統一的に、より簡単に理解する一つの原理を与えるものであり、これが「発見」と言えるか、また、利用価値があるものかは未知であった。もう一つの理由として、相対性理論は、純粋物理学の理論であるにもかかわらず、すでに政治的論争の対象になっており、もしスウェーデン科学アカデミーが、相対性理論に対してノーベル物理学賞を与えるとなれば、同アカデミーも、その論争に巻き込まれる危険があったためとされる。
ドイツ物理学の一派は、ナチス政権が成立するとそれに同調したが、政権崩壊とともに勢力を失った。

### 疑似科学
第二次世界大戦終結後においても、相対性理論の結果自体を認めないという言説は散発し、書籍等にもなり一般に流布されているが、一般的な学術分野においては支持されておらず、マーティン・ガードナー『奇妙な論理』で取り上げられているように疑似科学とみなされている。

## 他の物理学との整合性
現代物理学には相対性理論の他に量子力学という学問があるが、相対性理論特に一般相対性理論と量子力学は今の所統一できていない。理由として量子化する際に無限大で発散するからであるが、これは他の粒子を量子化する際も表れていたことだが、繰り込みという手法を使うことによって回避できた。だが重力はそうはいかなかったため、今も量子化できていない。

## 実用
光速に比べて「十分に遅い」運動現象を日常とする人類にとって、絶対時間の否定等の相対性理論の世界観は、直観として受け入れ難いものではある。しかしながら、多くの実験事実は相対性理論の思想あるいは帰結によく整合し、現代物理学の核心的体系の一つとなっている。このような、特殊相対性理論および一般相対性理論の成果とするところは、広く技術的な応用に取り入れられている。

### GPS
GPSは原子時計を使用しているが、人工衛星に搭載された時計は重力による時空の歪みによって地上との時間の流れにわずかな差が生じる。それを補正するために一般相対性理論が使用されている。